# Locustella amnicola
Locustella amnicola è una specie di uccello passeriforme della famiglia Locustellidae originario delle isole del Pacifico occidentale.

## Descrizione
È la specie più grande del genere Locustella, simile per dimensioni a quello della Acrocephalus arundinaceus. Gli adulti hanno parti superiori lisce di colore bruno-oliva, petto grigio uniforme e parti inferiori color bufalo, con una leggera sfumatura arancione alle copritrici della coda.
Il suo canto consiste in una frase breve, alta e distintiva, che non ha alcuna somiglianza con il ronzio simile a quello della cicala dei membri del genere Locustella in Europa, ed è persino più musicale di quello della Locustella certhiola.

## Distribuzione e habitat
L'uccello si riproduce nelle isole Sakhalin e Curili meridionali (Russia) e a Hokkaido (Giappone). È un uccello migratore che compie un lungo viaggio verso sud per svernare nella Wallacea e nella Nuova Guinea occidentale. È una specie costiera e di bassa quota, che nidifica nelle foreste e nelle macchie.